# Hishiryō
Hishiryō (非思量) est un terme utilisé dans le bouddhisme zen qui signifie « non-pensée », « au-delà de la pensée ». C'est l'un des concepts les plus importants de l’école Sōtō pour décrire l’état de conscience samadhi qui peut survenir durant la pratique de zazen,. Cet état d’esprit ne consiste pas à couper les pensées mais à les laisser passer sans les qualifier : « Ne pensez pas à ce qui est "bien" ou "mal". Ne jugez pas de ce qui est vrai ou ce qui ne l'est pas. Interrompez tous les mouvements de l'esprit, de l'intellect et de la conscience ; cessez de juger avec des pensées, des idées ou des opinions. N'ayez aucun désir de devenir Bouddha. »
Une expression proche utilisée dans les arts martiaux japonais est mushin no shin, « pensée sans pensée ».

## Origine
Le terme hishiryō apparaît dans le Fukanzazengi (« Recommandations générales [concernant] les règles du zazen ») de Dōgen (1200–1253), ainsi que dans son Shōbōgenzō, aux chapitres « Zazengi »( « La manière de la méditation assise ») et « Zazenshin » (« Maximes de la méditation assise »), et aussi dans le texte de Keizan intitulé Zazen Yojinki (« Instructions sur la pratique de zazen »).

## Penser sans penser, depuis l’inconscient
D'après l'enseignement de Dōgen « Pendant zazen, automatiquement, naturellement, inconsciemment, nous suivons l’ordre cosmique. Penser sans penser, hishiryō, au-delà de la pensée. Aller de pensée en pensée entraîne la névrose, de non-pensée en non-pensée la somnolence. Si l’on se concentre sur la posture on oublie de penser et l’inconscient se manifeste. On va de pensée en non-pensée, puis de non-pensée en pensée. Courir ou s’échapper de quoi que ce soit n’est pas bon. L’état naturel, originel correspond à hishiryō. […] Cette conscience originelle, hishiryō, est la pensée du cosmos en harmonie avec le mouvement de l’univers ; et la pensée du cosmos signifie l’intuition de la profonde sagesse spirituelle. Hishiryo n’est pas une condition spéciale de l’esprit, un état particulier, c’est simplement l’état naturel, la pensée originelle qui ne repousse rien et inclut toute chose. »
D'après l'enseignement de Taisen Deshimaru (1914–1982) « C'est l'art essentiel de zazen. Hishiryō jaillit de la posture juste et de l'expiration profonde. On ne pense pas mais l'inconscient s'élève. On pense inconsciemment à partir du thalamus, du cerveau profond. De cette manière, notre conscience s'approfondit, s'élargit et s'étend à tout le cosmos, ici et maintenant. Ainsi, notre esprit parvient à la tranquillité parfaite et les neurones de notre cerveau acquièrent la même vibration que celle de l'univers. »